# Балахівська селищна рада
Балахівська се́лищна ра́да — адміністративно-територіальна одиниця та орган місцевого самоврядування в Петрівському районі Кіровоградської області. Адміністративний центр — селище міського типу Балахівка.

## Загальні відомості
- Населення ради: 816 осіб (станом на 2015 рік)[1]

## Населені пункти
Селищній раді підпорядковані населені пункти:
- смт Балахівка

## Склад ради
Рада складається з 14 депутатів та голови.
- Голова ради: Кабанець Віктор Володимирович

### Керівний склад попередніх скликань
| Прізвище, ім'я, по батькові   | Основні відомості                                                                      | Дата обрання | Дата звільнення |
| ----------------------------- | -------------------------------------------------------------------------------------- | ------------ | --------------- |
| Кабанець Віктор Володимирович | Селищний голова, 1964 року народження, освіта вища, член Соціалістичної партії України | 26.03.2006   | 31.10.2010      |
| Кабанець Віктор Володимирович | Селищний голова, 1964 року народження, освіта вища                                     | 31.10.2010   |                 |

Примітка: таблиця складена за даними сайту Верховної Ради України

### Депутати
За результатами місцевих виборів 2010 року депутатами ради стали:

#### За суб'єктами висування
| Суб'єкт висування                                       | Кількість обраних депутатів | %    |
| ------------------------------------------------------- | --------------------------- | ---- |
| Партія регіонів                                         | 8                           | 57,1 |
| Народна партія                                          | 3                           | 21,4 |
| Політична партія Всеукраїнське об'єднання «Батьківщина» | 3                           | 21,4 |

#### За округами
| № округу                                                | Прізвище, ім'я, по батькові      | Дата визнання обраним | Освіта  | Партійна приналежність                        | Відомості про обраного депутата                                        |
| ------------------------------------------------------- | -------------------------------- | --------------------- | ------- | --------------------------------------------- | ---------------------------------------------------------------------- |
| Народна Партія                                          |                                  |                       |         |                                               |                                                                        |
| 4                                                       | Караваєв Григорій Володимирович  | 02.11.2010            | середня | член Народної партії                          | Балахівське управління житлово-комунального господарства, зварювальник |
| 8                                                       | Біденко Тетяна Григорівна        | 02.11.2010            | вища    | член Народної партії                          | Петрівський районний центр зайнятості, головний спеціаліст             |
| 10                                                      | Янюк Світлана Володимирівна      | 02.11.2010            | середня | член Народної партії                          | Петрівський районний центр зайнятості, техпрацівниця                   |
| Партія регіонів                                         |                                  |                       |         |                                               |                                                                        |
| 1                                                       | Драгович Даниїла Петрівна        | 02.11.2010            | вища    | член Партії регіонів                          | Балахівська селищна рада, секретар                                     |
| 3                                                       | Огнівець Ігор Олександрович      | 02.11.2010            | середня | член Партії регіонів                          | Петрівський кар'єр, зварювальник                                       |
| 5                                                       | Погрібняк Оксана Богданівна      | 02.11.2010            | середня | член Партії регіонів                          | Балахівська лікарська амбулаторія, санітарка                           |
| 6                                                       | Хруль Людмила Миколаївна         | 02.11.2010            | середня | член Партії регіонів                          | Балахівське управління житлово-комунального господарства, бухгалтер    |
| 11                                                      | Корчагін Олександр Володимирович | 02.11.2010            | вища    | член Партії регіонів                          | Балахівська школа соціальної реабілітації, вчитель                     |
| 12                                                      | Міщенко Наталія Павлівна         | 02.11.2010            | вища    | член Партії регіонів                          | Балахівська селищна рада, бухгалтер                                    |
| 13                                                      | Кононенко Анатолій Олександрович | 02.11.2010            | вища    | член Партії регіонів                          | Балахівська школа соціальної реабілітації, директор                    |
| 14                                                      | Ткаченко Валентина Євгенівна     | 02.11.2010            | середня | член Партії регіонів                          | Балахівський вузол зв'язку, листоноша                                  |
| Політична партія Всеукраїнське об'єднання «Батьківщина» |                                  |                       |         |                                               |                                                                        |
| 2                                                       | Чудна Юлія Миколаївна            | 02.11.2010            | середня | член Всеукраїнського об'єднання «Батьківщина» | Балахівський дошкільний навчальний заклад, помічник вихователя         |
| 7                                                       | Скрипник Наталія Олексіївна      | 02.11.2010            | вища    | член Всеукраїнського об'єднання «Батьківщина» | Чечеліївська загальноосвітня школа, завідувачка господарства           |
| 9                                                       | Скрипник Іван Семенович          | 02.11.2010            | вища    | член Всеукраїнського об'єднання «Батьківщина» | пенсіонер                                                              |